# Piz Moesola
Piz Moesola är en bergstopp i Schweiz.   Den ligger i regionen Moesa och kantonen Graubünden, i den sydöstra delen av landet, 140 km öster om huvudstaden Bern. Toppen på Piz Moesola är 2 963 meter över havet, eller 77 meter över den omgivande terrängen. Bredden vid basen är 0,98 km.
Terrängen runt Piz Moesola är huvudsakligen bergig. Närmaste större samhälle är Biasca, 19,6 km sydväst om Piz Moesola. 
Trakten runt Piz Moesola består i huvudsak av gräsmarker. Runt Piz Moesola är det mycket glesbefolkat, med 5 invånare per kvadratkilometer.